# Вілела (Амареш)
Вілела (порт. Vilela; МФА: [vi.ˈɫe.ɫɐ]) — парафія в Португалії, у муніципалітеті Амареш. Розташована в північно-західній частині країни, на теренах історичної португальської провінції Дору-Міню. Входить до складу округу Брага. За адміністративним поділом, чинним до 1976 року, терени парафії були складовою провінції Міню. Належить до Бразької архідіоцезії Католицької церкви. Патрон — святий Яків. Площа — 2,8160 км². Населення — 297 ос. (2011). Слабо урбанізований регіон. Густота населення — 105,47 осіб/км²
. Код — 030124.

## Населення
| Кількість мешканців | Кількість мешканців | Кількість мешканців | Кількість мешканців | Кількість мешканців | Кількість мешканців | Кількість мешканців | Кількість мешканців | Кількість мешканців | Кількість мешканців | Кількість мешканців | Кількість мешканців | Кількість мешканців | Кількість мешканців | Кількість мешканців |
| ------------------- | ------------------- | ------------------- | ------------------- | ------------------- | ------------------- | ------------------- | ------------------- | ------------------- | ------------------- | ------------------- | ------------------- | ------------------- | ------------------- | ------------------- |
| 1864                | 1878                | 1890                | 1900                | 1911                | 1920                | 1930                | 1940                | 1950                | 1960                | 1970                | 1981                | 1991                | 2001                | 2011                |
| 425                 | 398                 | 351                 | 382                 | 388                 | 424                 | 397                 | 492                 | 479                 | 489                 | 449                 | 367                 | 306                 | 313                 | 297                 |